# Družetić
Družetić (Servisch cyrillisch Дружетић) is een plaats in de Servische gemeente Koceljeva. De plaats telt 669 inwoners (2002).

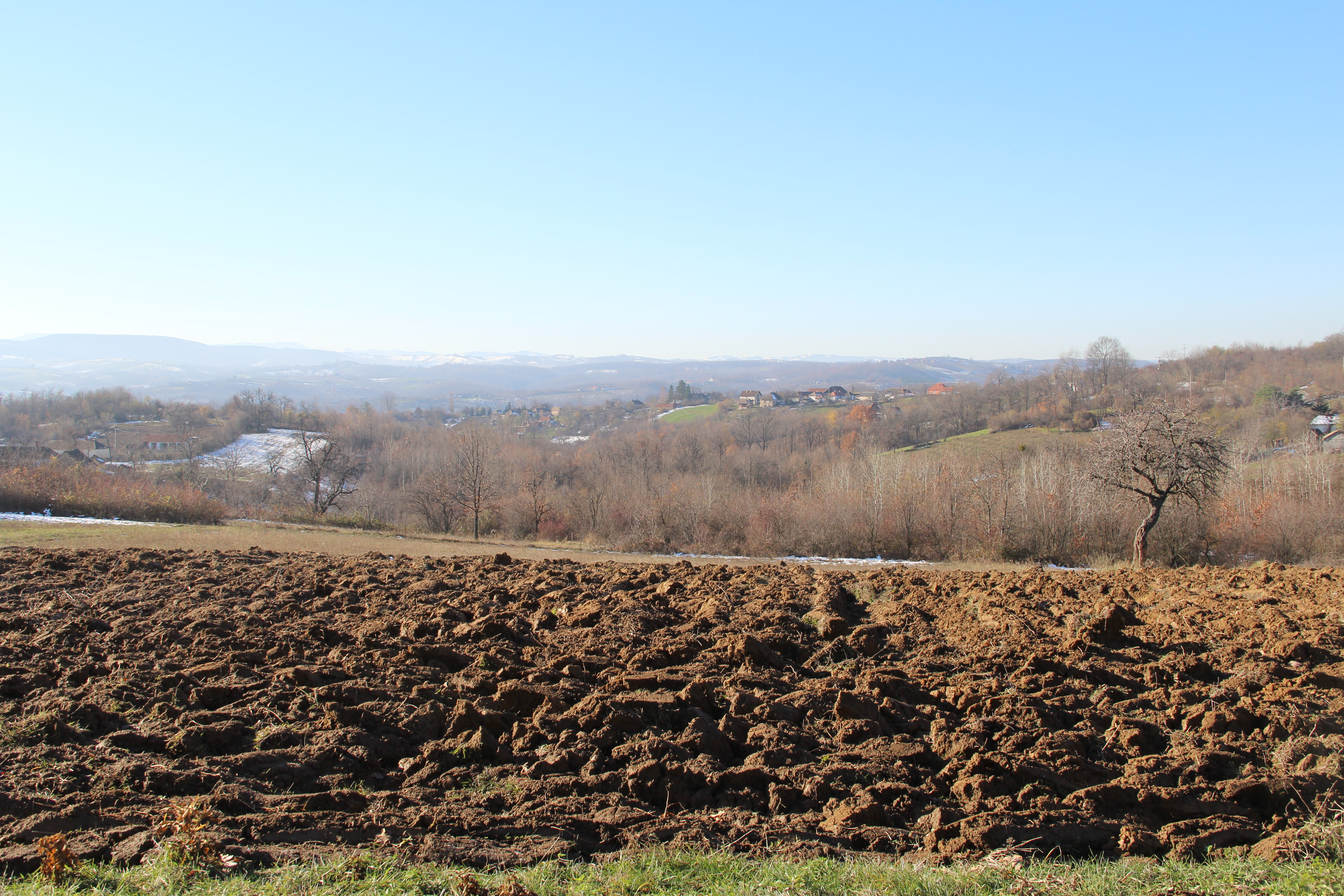
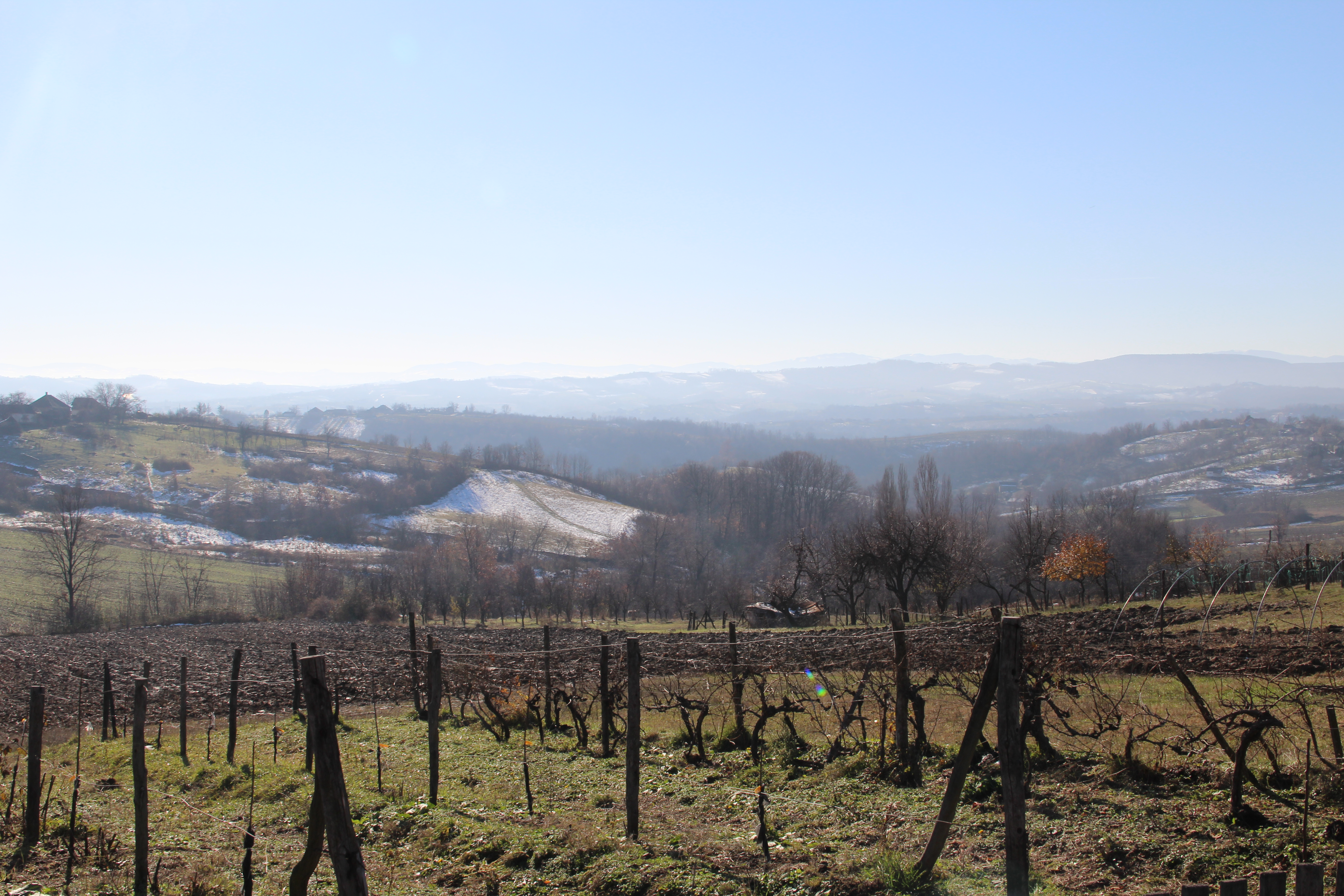
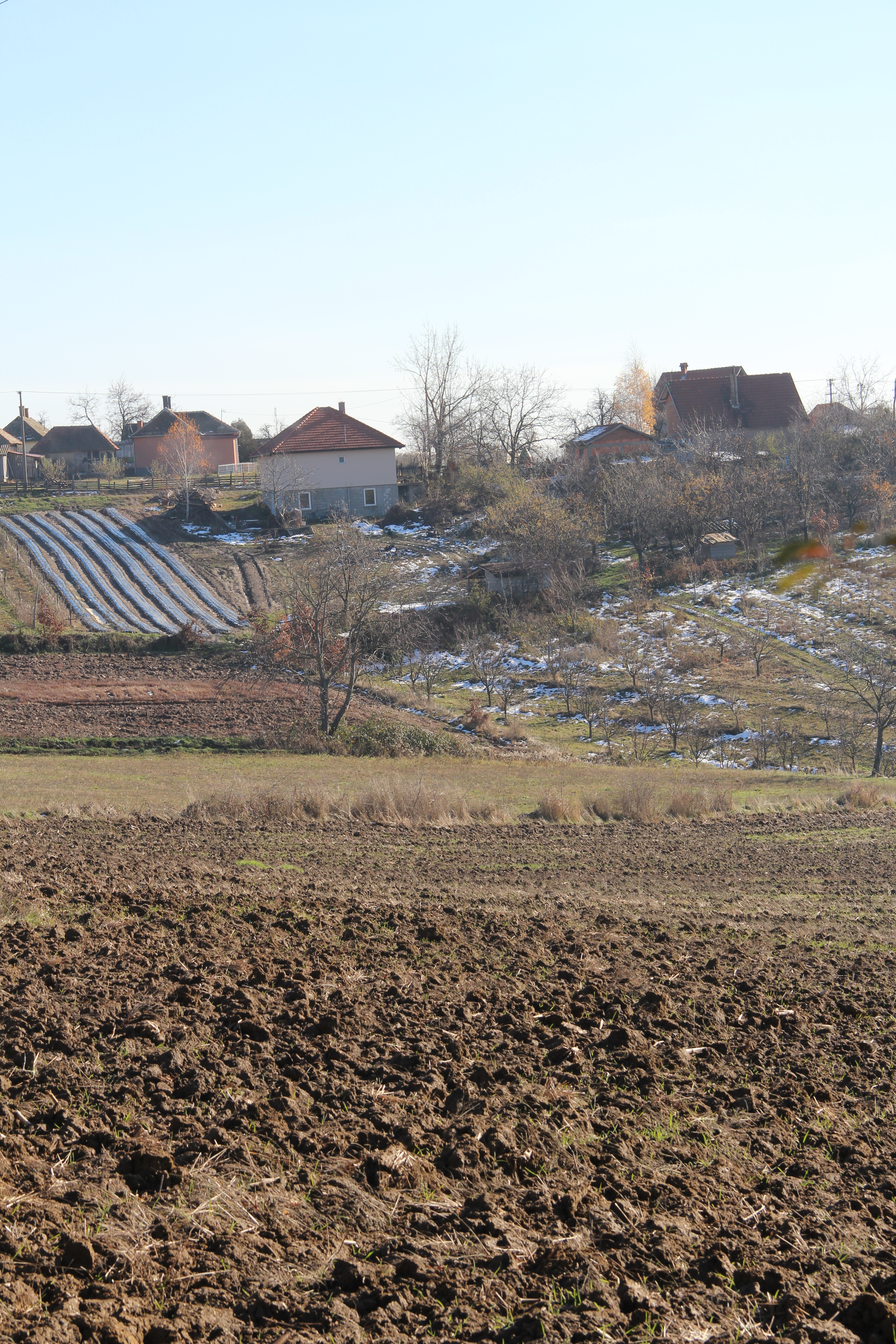
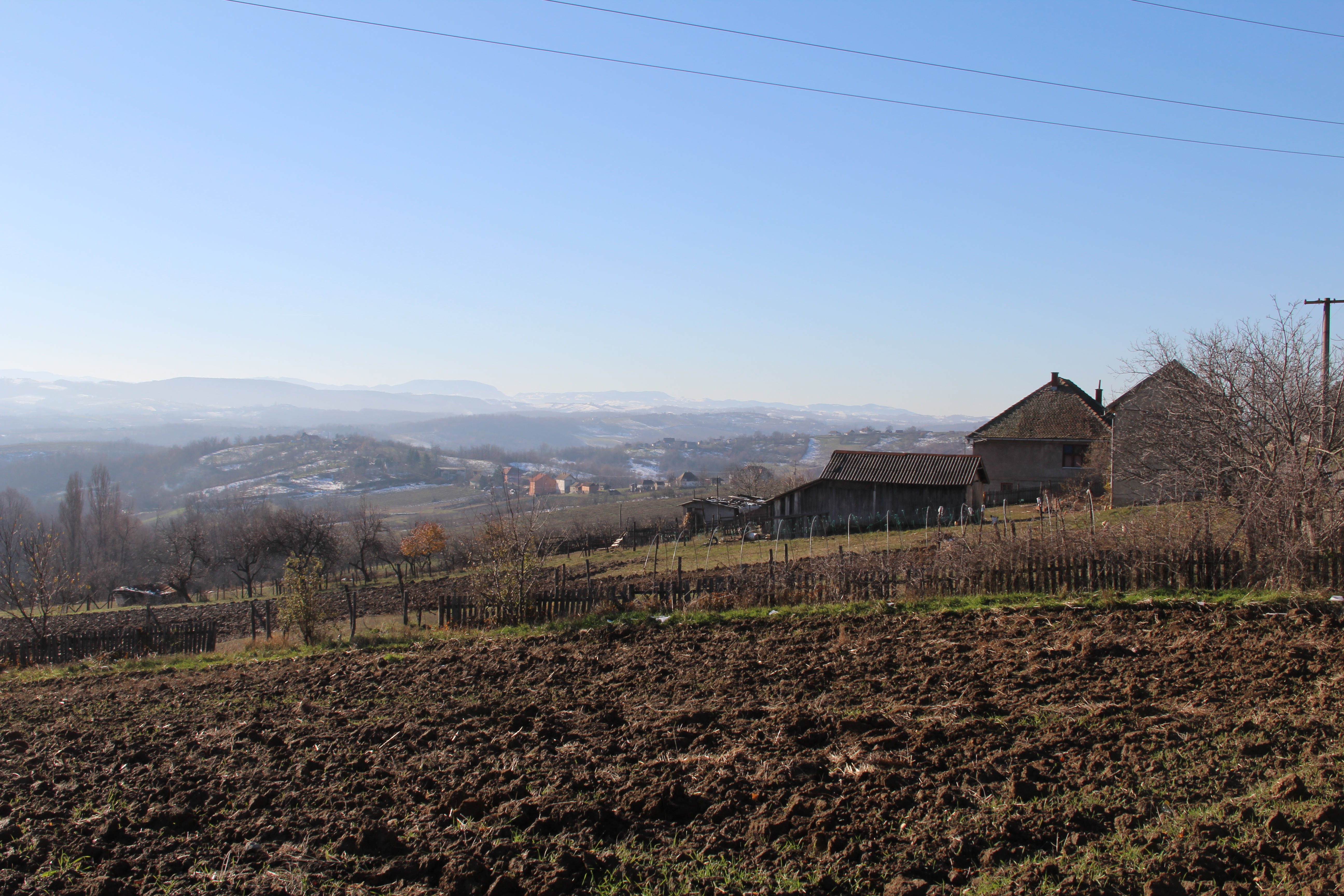
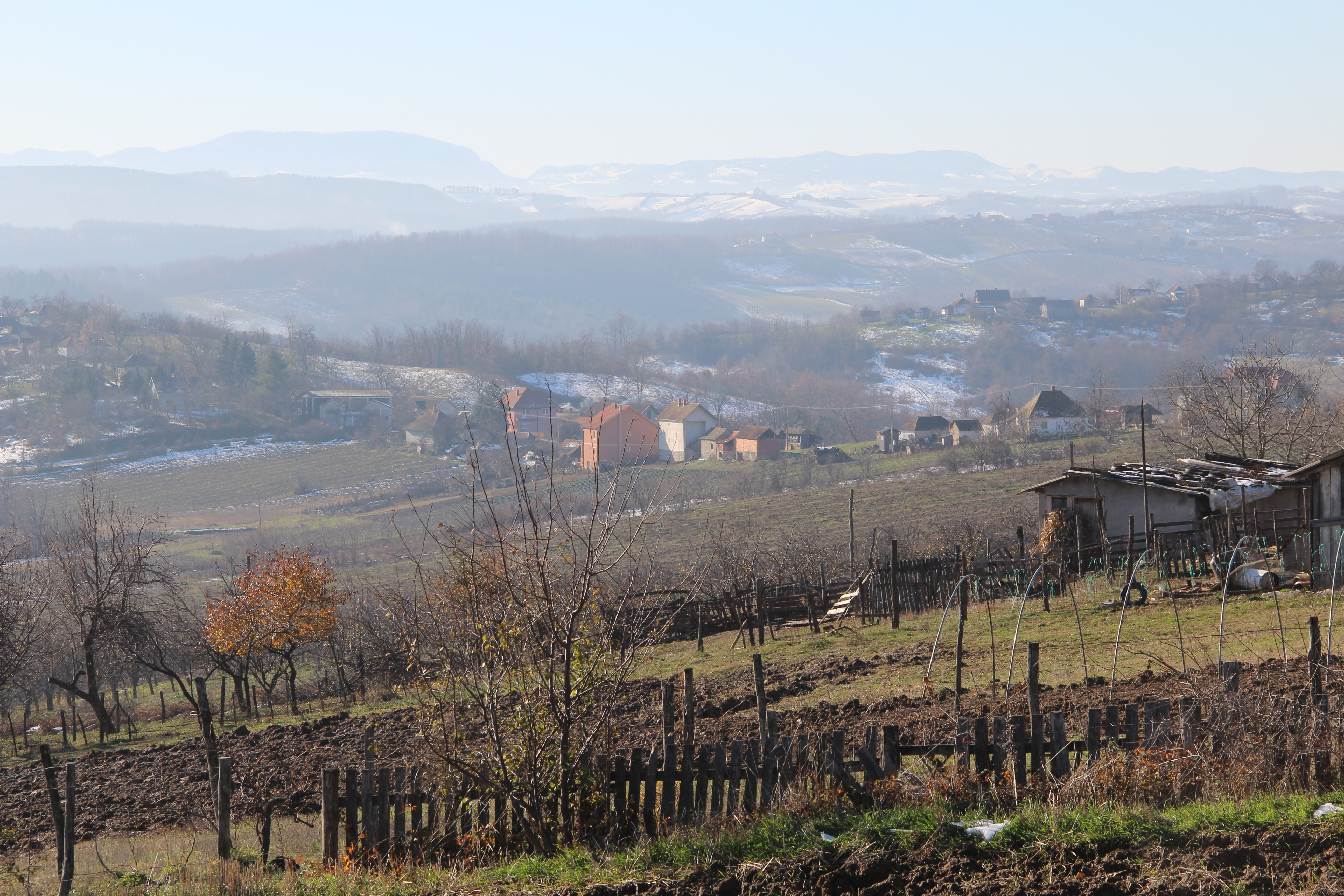
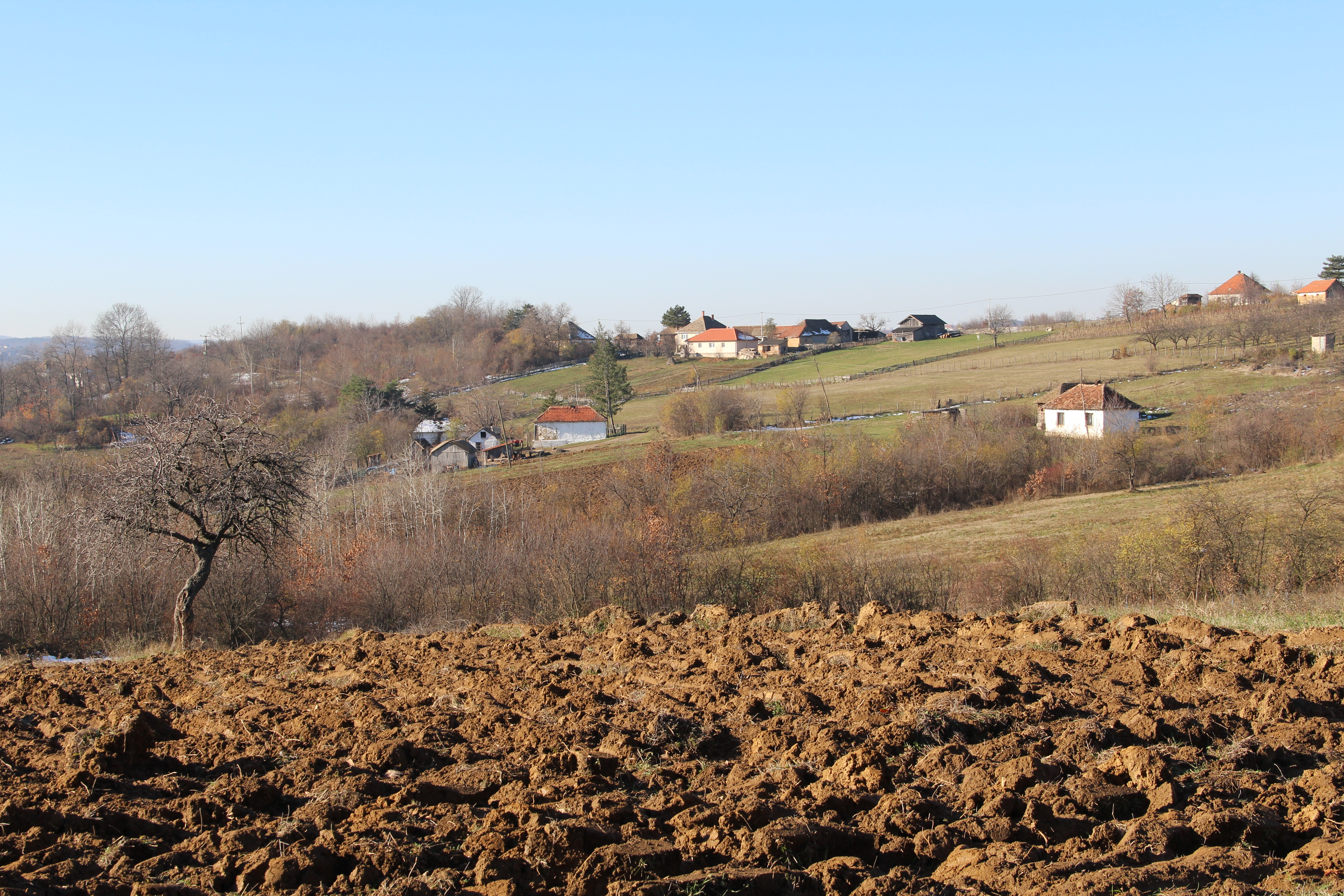
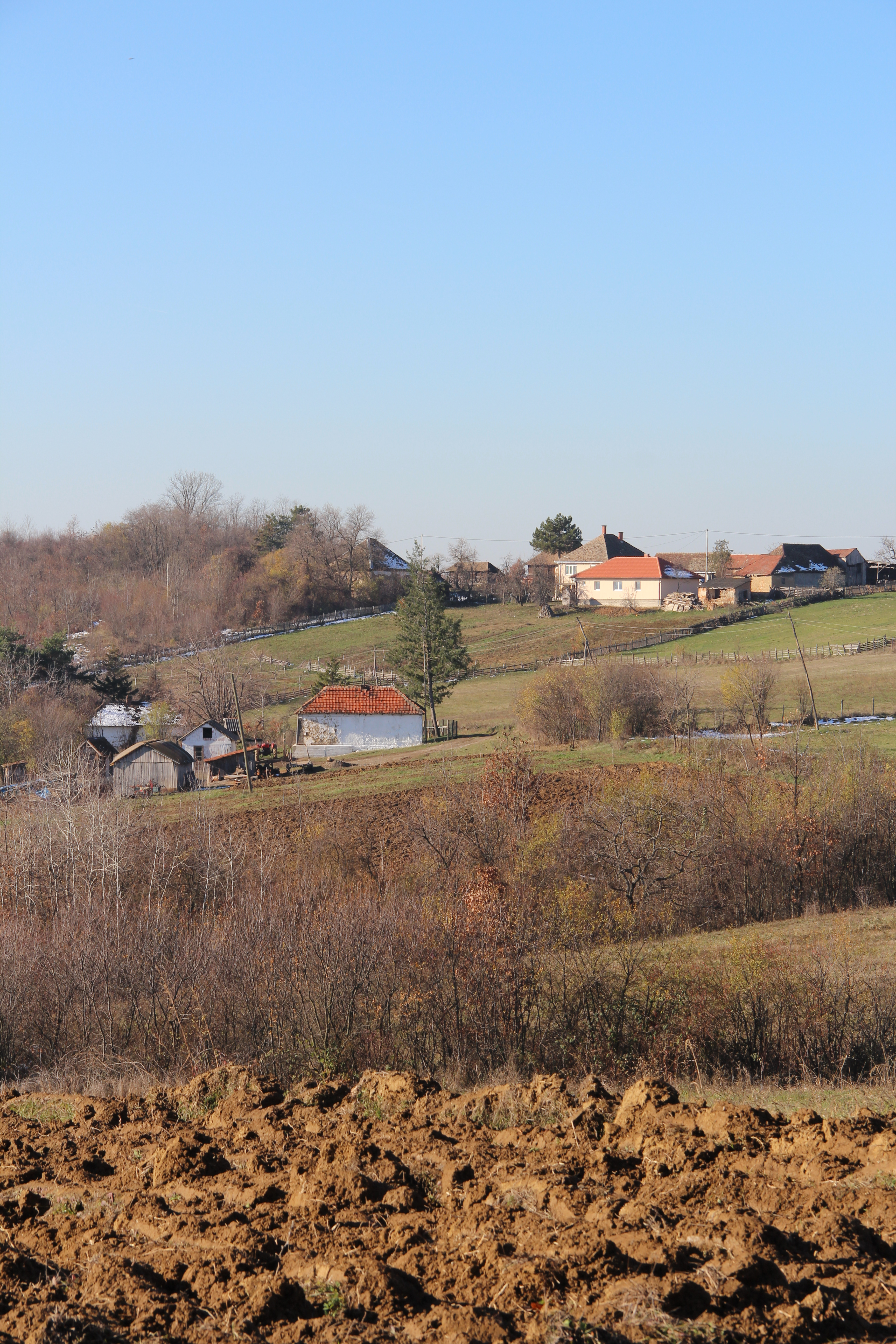
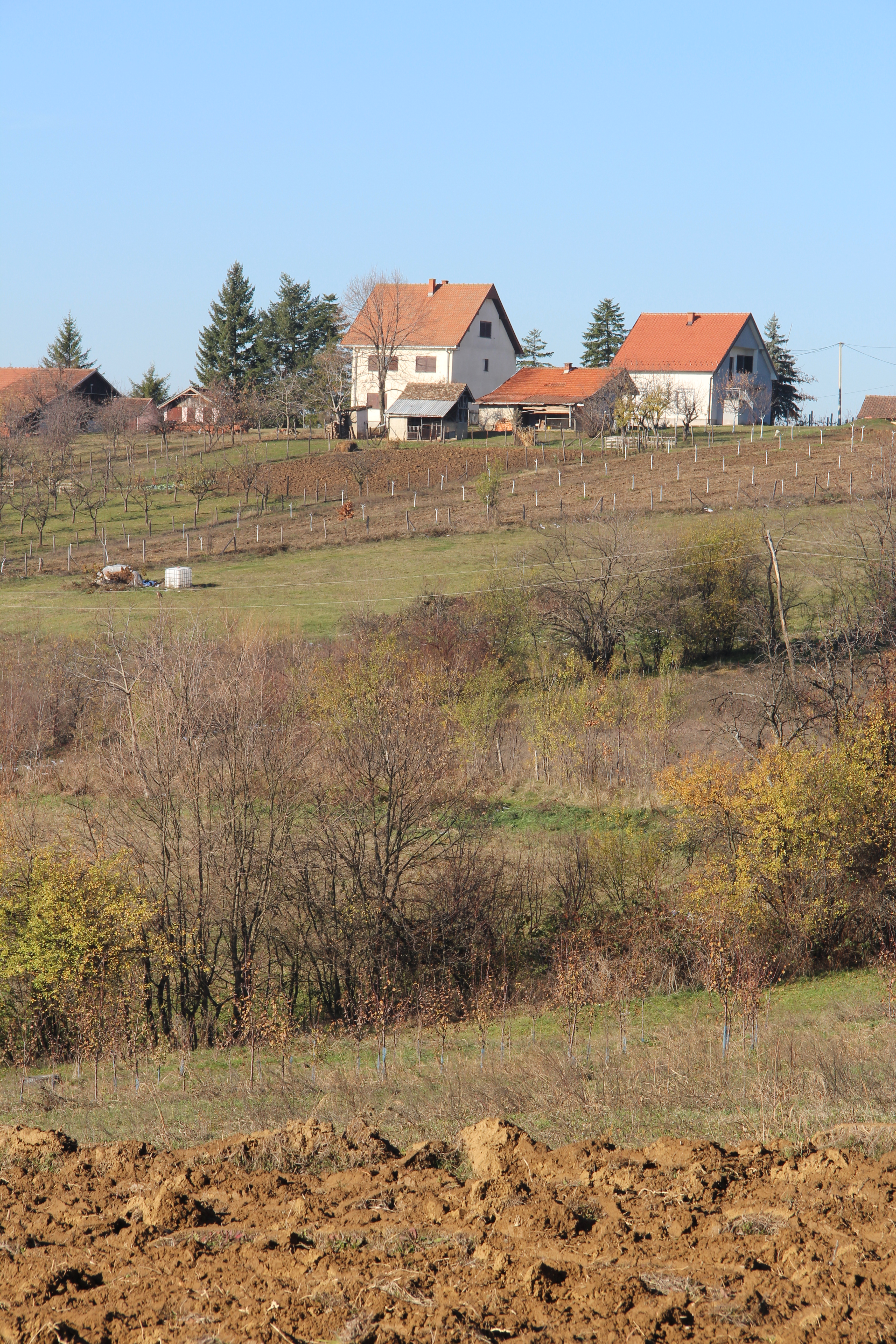